# Municipio de Chatham (Minnesota)
El municipio de Chatham (en inglés: Chatham Township) es un municipio ubicado en el condado de Wright en el estado estadounidense de Minnesota. En el año 2010 tenía una población de 1302 habitantes y una densidad poblacional de 30,1 personas por km².

## Geografía
El municipio de Chatham se encuentra ubicado en las coordenadas 45°10′25″N 93°57′12″O / 45.17361, -93.95333. Según la Oficina del Censo de los Estados Unidos, el municipio tiene una superficie total de 43.25 km², de la cual 38,39 km² corresponden a tierra firme y (11,25 %) 4,86 km² es agua.

## Demografía
Según el censo de 2010, había 1302 personas residiendo en el municipio de Chatham. La densidad de población era de 30,1 hab./km². De los 1302 habitantes, el municipio de Chatham estaba compuesto por el 99,08 % blancos, el 0,08 % eran afroamericanos, el 0,08 % eran amerindios, el 0,23 % eran asiáticos, el 0,15 % eran de otras razas y el 0,38 % eran de una mezcla de razas. Del total de la población el 0,77 % eran hispanos o latinos de cualquier raza.